# Kênh đào Phù Nam Techo

Bản đồ địa lý Campuchia

Sơ đồ tuyến kênh

Kênh đào Phù Nam Techo là một dự án kênh đào ở Campuchia, kết nối cảng tự trị Phnôm Pênh ở thủ đô Phnôm Pênh với các cảng của Campuchia trên vịnh Thái Lan. Dự án kênh đào dài 180 km, rộng 100 m, sâu 5,4 m, đi qua các tỉnh Kandal, Takeo, Kampot và Kep. Kênh đào bắt đầu từ kênh đào Takeo của sông Mekong, đi qua kênh đào Ta Ek của sông Bassac và cuối cùng sáp nhập vào kênh đào Ta Hing của sông Bassac ở huyện Koh Thom. Kênh đào này kết nối thủ đô Phnôm Pênh trực tiếp với cảng nước sâu duy nhất của Campuchia ở Sihanoukville và cảng mới ở Kampot. Tên gọi ban đầu của dự án là Hệ thống Logistics và Điều hướng Tonle Bassac, và đã được đổi tên thành Dự án Kênh đào Phù Nam Techo tại kỳ họp toàn thể lần thứ 6 Quốc hội Campuchia vào ngày 19 tháng 5 năm 2023.

## Kế hoạch
Ngày 17 tháng 10 năm 2023, Campuchia ký thỏa thuận cho phép Tập đoàn Cầu đường Trung Quốc tiến hành nghiên cứu khả thi đối với dự án. Dự án kênh đào này sẽ xây dựng 3 đập thủy điện, 11 cây cầu, lối đi ven bờ dài 208 km và cung cấp hỗ trợ giao thông thủy cũng như các cơ sở hạ tầng xuyên sông khác. Dự toán chi phí thực hiện dự án kênh đào này là 1,7 tỉ USD với thời gian thực hiện trong 4 năm. Nguồn vốn thực hiện dự án được Tập đoàn Cầu đường Trung Quốc thu xếp, đây cũng là đơn vị thực hiện báo cáo nghiên cứu khả thi dự án. Dự án sẽ được nhà thầu Trung Quốc thực hiện theo hình thức BOT (xây dựng-vận hành-chuyển giao).
Hiện tại, hàng hóa xuất nhập khẩu của Campuchia phụ thuộc vào các cảng biển Việt Nam, đặc biệt là cảng Cái Mép. Kênh đào sẽ giúp Campuchia giảm sự phụ thuộc này. Tuy nhiên, theo một số chuyên gia, hàng hóa Campuchia vận chuyển qua tuyến kênh Phù Nam Techo dài 180 km từ Phnôm Pênh ra Kampot, sau đó phải vòng thêm qua mũi Cà Mau, tổng chiều dài khoảng 900 km. Như vậy so với tuyến vận tải đường thủy truyền thống, quãng đường sẽ tăng khoảng 500 km.

## Mối quan ngại môi trường và an ninh
Việt Nam bày tỏ mối quan ngại về tác động môi trường của dự án này. Theo một hội thảo tại hội nghị tham vấn về đề xuất Dự án kênh đào Phù Nam Techo của Campuchia tổ chức tại Cần Thơ vào ngày 23 tháng 4, có ý kiến cho rằng lượng nước từ dòng Mekong về miền Tây có thể giảm 50%, khả năng xâm nhập mặn sâu hơn, có thể ảnh hưởng hơn nửa diện tích canh tác vùng châu thổ đồng bằng sông Cửu Long. Trả lời một số ý kiến lo ngại tàu chiến Trung Quốc có thể sử dụng kênh đào này, Thủ tướng Campuchia Hun Manet khẳng định: "Chúng tôi sẽ không cho phép (bất kỳ quốc gia nào) sử dụng đất nước của chúng tôi làm căn cứ chống lại quốc gia khác, chứ đừng nói đến căn cứ quân sự". Hun Manet cho rằng con kênh sẽ quá nông để một tàu chiến có thể đi qua.